# SummerSlam
SummerSlam és un esdeveniment anual de pagament per visió (PPV) produït per l'empresa de lluita lliure professional World Wrestling Entertainment (WWE) cada mes d'agost. L'esdeveniment va ser creat l'any 1988, amb el seu acte inaugural que va tenir lloc el 29 d'agost de 1988 al Madison Square Garden de Nova York, Nova York. L'esdeveniment va ser un pagament per visió, a diferència del Royal Rumble d'aquell mateix any, que va ser transmès com un especial de televisió a l'USA Network. SummerSlam es va crear com a PPV per competir amb la World Championship Wrestling, que llavors era la competència de l'ara coneguda com a WWE. SummerSlam és considerat com el PPV més important de l'estiu i un dels quatre més importants de l'any juntament amb WrestleMania, Royal Rumble i Survivor Series. SummerSlam té la participació de les tres marques.

## Dates i llocs
| Esdeveniment      | Data               | Ciutat                       | Estadi                     | Assistència | Esdeveniment principal                                                                    |
| ----------------- | ------------------ | ---------------------------- | -------------------------- | ----------- | ----------------------------------------------------------------------------------------- |
| SummerSlam (1988) | 27 d'agost de 1988 | Nova York, Nova York         | Madison Square Garden      | 20.000      | The Mega Powers vs. The Mega Bucks                                                        |
| SummerSlam (1989) | 28 d'agost de 1989 | East Rutherford, Nova Jersey | Meadowlands Arena          | 20.000      | Hulk Hogan & Brutus Beefcake vs. Randy Savage & Zeus                                      |
| SummerSlam (1990) | 27 d'agost de 1990 | Filadèlfia, Pennsilvània     | The Spectrum               | 19.304      | The Ultimate Warrior vs. Rick Rude                                                        |
| SummerSlam (1991) | 26 d'agost de 1991 | Nova York, Nova York         | Madison Square Garden      | 20.000      | Sgt. Slaughter, Col. Mustafa & General Adnan vs. Hulk Hogan & The Ultimate Warrior        |
| SummerSlam (1992) | 29 d'agost de 1992 | Londres, Regne Unit          | Estadi de Wembley          | 80.355      | Bret Hart vs. The British Bulldog                                                         |
| SummerSlam (1993) | 30 d'agost de 1993 | Auburn Hills, Michigan       | The Palace of Auburn Hills | 23.954      | Yokozuna vs. Lex Luger                                                                    |
| SummerSlam (1994) | 29 d'agost de 1994 | Chicago, Illinois            | United Center              | 23.000      | The Undertaker vs. "The Undertaker"(Brian Lee)                                            |
| SummerSlam (1995) | 27 d'agost de 1995 | Pittsburgh, Pensilvània      | Civic Arena                | 18.062      | Diesel vs. King Mabel                                                                     |
| SummerSlam (1996) | 18 d'agost de 1996 | Cleveland, Ohio              | Quicken Loans Arena        | 17.000      | Shawn Michaels vs. Vader                                                                  |
| SummerSlam (1997) | 3 d'agost de 1997  | East Rutherford, Nova Jersey | Continental Airlines Arena | 20.213      | The Undertaker vs. Bret Hart                                                              |
| SummerSlam (1998) | 30 d'agost de 1998 | Nova York, Nova York         | Madison Square Garden      | 21.588      | Stone Cold Steve Austin vs. The Undertaker                                                |
| SummerSlam (1999) | 22 d'agost de 1999 | Minneapolis, Minnesota       | Target Center              | 17.370      | Stone Cold Steve Austin vs. Triple H vs. Mankind                                          |
| SummerSlam (2000) | 27 d'agost de 2000 | Raleigh, Carolina del Nord   | RBC Center                 | 18.128      | The Rock vs. Triple H vs. Kurt Angle                                                      |
| SummerSlam (2001) | 19 d'agost de 2001 | San José, Califòrnia         | Compaq Center              | 15.293      | The Rock vs. Booker T                                                                     |
| SummerSlam (2002) | 25 d'agost de 2002 | Uniondale, Nova York         | Nassau Coliseum            | 14.797      | The Rock vs. Brock Lesnar                                                                 |
| SummerSlam (2003) | 24 d'agost de 2003 | Phoenix, Arizona             | America West Arena         | 16.113      | Triple H vs. Goldberg vs. Chris Jericho vs. Randy Orton vs. Kevin Nash vs. Shawn Michaels |
| SummerSlam (2004) | 15 d'agost de 2004 | Toronto, Canadà              | Air Canada Center          | 17.640      | Chris Benoit vs. Randy Orton                                                              |
| SummerSlam (2005) | 21 d'agost de 2005 | Washington D. C.             | MCI Center                 | 18.156      | Hulk Hogan vs. Shawn Michaels                                                             |
| SummerSlam (2006) | 20 d'agost de 2006 | Boston, Massachusetts        | TD Banknorth Garden        | 16.168      | Edge vs. John Cena                                                                        |
| SummerSlam (2007) | 26 d'agost de 2007 | East Rutherford, Nova Jersey | Continental Airlines Arena | 17.441      | John Cena vs. Randy Orton                                                                 |
| SummerSlam (2008) | 17 d'agost de 2008 | Indianapolis, Indiana        | Conseco Fieldhouse         | 15.977      | The Undertaker vs. Edge                                                                   |
| SummerSlam (2009) | 23 d'agost de 2009 | Los Angeles, Califòrnia      | Staples Center             | 14.116      | Jeff Hardy vs. CM Punk                                                                    |
| SummerSlam (2010) | 15 d'agost de 2010 | Los Angeles, Califòrnia      | Staples Center             | 17.463      | Team WWE vs. The Nexus                                                                    |
| SummerSlam (2011) | 14 d'agost de 2011 | Los Angeles, Califòrnia      | Staples Center             | 17.404      | John Cena vs. CM Punk                                                                     |
| SummerSlam (2012) | 19 d'agost de 2012 | Los Angeles, Califòrnia      | Staples Center             | 14.205      | Brock Lesnar vs. Triple H                                                                 |
| SummerSlam (2013) | 18 d'agost de 2013 | Los Angeles, Califòrnia      | Staples Center             | 14.166      | John Cena vs. Daniel Bryan                                                                |
| SummerSlam (2014) | 17 d'agost de 2014 | Los Angeles, Califòrnia      | Staples Center             | 14.079      | John Cena vs. Brock Lesnar                                                                |
| SummerSlam (2015) | 23 d'agost de 2015 | Brooklyn, Nova York          | Barclays Center            | 15.702      | Brock Lesnar vs. The Undertaker                                                           |
| SummerSlam (2016) | 21 d'agost de 2016 | Brooklyn, Nova York          | Barclays Center            | 15.974      | Brock Lesnar vs. Randy Orton                                                              |
| SummerSlam (2017) | 20 d'agost de 2017 | Brooklyn, Nova York          | Barclays Center            | 16.129      | Brock Lesnar vs. Samoa Joe vs. Roman Reigns vs. Braun Strowman                            |
| SummerSlam (2018) | 19 d'agost de 2018 | Brooklyn, Nova York          | Barclays Center            | 16.169      | Brock Lesnar vs. Roman Reigns                                                             |
| SummerSlam (2019) | 11 d'agost de 2019 | Toronto, Canadà              | Air Canada Centre          | 19.800      | Brock Lesnar vs. Seth Rollins                                                             |